# Benedikt Taschen
Benedikt Taschen, né le 10 février 1961 à Cologne, est un éditeur et collectionneur d’art contemporain de nationalité allemande. Il partage sa vie entre Berlin et Los Angeles
Il est le fondateur et le propriétaire dirigeant de la maison d’édition Taschen.

## Débuts commerciaux
Benedikt Taschen est le dernier-né d’une famille de cinq enfants. Ses parents étaient tous les deux médecins. 
À l’âge de douze ans, il monte une petite affaire florissante de vente par correspondance de bandes dessinées américaines d’occasion. 
En 1980, un jour avant son 19e anniversaire, il ouvre une boutique de B.D. dans sa ville natale de Cologne, où il met notamment en vente sa vaste collection de comics. Il ne tarde pas à publier ses propres B.D. 
En 1984, il se lance dans le commerce du livre d’art. Lors d’une braderie de déstockage aux États-Unis, et grâce à l’argent prêté par sa tante, il fait l’acquisition de 40 000 invendus d’une monographie de Magritte en langue anglaise au prix d’un dollar l’exemplaire, qu’il parvient à écouler intégralement en Allemagne à un prix unitaire de 9,95 marks.

## Édition d'art
Benedikt Taschen découvre que le marché du beau livre, dominé jusque-là par des livres d’art coûteux, néglige un segment encore inexploité : celui des beaux livres d’art à gros tirages, bon marché mais de belle facture et édités dans plusieurs langues. Outre l'art traditionnel, il s'intéresse pour ses publications à l'univers de la pop culture.
Peu après, il inaugure avec une monographie consacrée à Annie Leibovitz une série de livres d’art édités en propre sous son enseigne de bandes dessinées. Il se lance ainsi dans une entreprise doublement risquée en s’aventurant sur de nouveaux territoires tout en misant sur la réédition d’ouvrages anciens passés de mode. Si l’acquisition des droits de l’artiste néerlandais M. C. Escher est un succès retentissant, il en va autrement pour la vente de certains produits dérivés. Dès lors, le catalogue des ouvrages à succès sera enrichi et les tentatives infructueuses stoppées. 
Le fil conducteur de l’activité principale reste la publication à coûts réduits de livres, de calendriers, etc. à prix abordables à destination du grand public, ainsi que l’élargissement du catalogue à la totalité des champs de l’art, notamment l’architecture, le design et le cinéma. La distribution est assurée par le réseau des librairies généralistes et spécialisées. 
La maison d’édition dispose également de ses propres magasins dans plusieurs grandes villes du monde, notamment à Berlin, Hambourg, Cologne, Paris, Lyon, Londres, Bruxelles, Amsterdam, New York, Miami et Los Angeles, aménagées dans l’esprit de la marque, ainsi que de sa propre galerie d’art à Los Angeles.

### Segment du luxe
À l’aube du nouveau millénaire, la maison d’édition s’est également ouverte au segment du luxe, notamment en publiant des éditions collector en série limitée ainsi que des monographies monumentales telles que le SUMO d’Helmut Newton et GOAT, un hommage de poids à Mohamed Ali. Les deux in-folios avoisinent chacun les 35 kg et coûtent 1500 euros, écoulés depuis pour les premiers exemplaires plusieurs milliers d'euros en salle de vente.
D’autres publications de format identique suivront : David LaChapelle, Nobuyoshi Araki, Sebastião Salgado, Annie Leibovitz, les Rolling Stones et, dernièrement, David Hockney. Ces ouvrages collector, édités par Benedikt Taschen en personne, voient leur prix de vente exploser en l’espace de quelques années seulement.

## Vie privée
Benedikt Taschen a été marié à Angelika Muthesius, son ancienne éditrice en chef, de 1996 à 2004. Il a trois enfants avec elle. En 1998, il rachète la Chemosphere, la célèbre maison de l’architecte avant-gardiste John Lautner à Los Angeles. 
En juin 2005, il épouse en troisièmes noces Lauren Taschen. Benedikt Taschen partage sa vie entre Berlin et Los Angeles.
Il est père de cinq enfants.
Depuis décembre 2016, sa fille aînée, Marlene Taschen, seconde son père à la tête de la maison d’édition.
En 2010, le Sunday Times Magazine le décrit comme un « mélange de Hugh Hefner et de Howard Hughes, avec une touche de Citizen Kane ».

## Activité de collectionneur
Parallèlement à son activité d’éditeur, Benedikt Taschen s’est également fait un nom depuis 1985 comme collectionneur d’art contemporain dans sa demeure de Los Angeles.
Après avoir d’abord focalisé son intérêt sur des artistes comme Martin Kippenberger, Albert Oehlen et Günther Förg, il fait ensuite l’acquisition, à partir de la fin des années 1980, de nombreuses œuvres d’artistes américains comme Jeff Koons, Mike Kelley, ou encore Christopher Wool. 
En 2004, le musée Reina Sofía de Madrid consacre à sa collection une exposition de grande envergure. ARTnews le classe parmi les 200 premiers collectionneurs de la planète. 
En 2013, il fait don au Städel Museum de Francfort-sur-le-Main de plus de quinze œuvres issues de sa collection privée pour enrichir le fonds de la peinture allemande des années 1980 du musée. En 2014, Benedikt Taschen verse au Musée Wende de Culver City (Californie) un demi-million de dollars pour permettre la création dans ses murs du Centre international d’exploration et de préservation de la culture, de l’art, du design et de l’histoire de la guerre froide. 
Le couple Lauren et Benedikt Taschen a fait don au MOCA de Los Angeles d’une riche collection d’œuvres de jeunes artistes américains et européens.

## Prix et distinctions
- 2013 Lucie Awards[4]
- 2016 Prix de l’édition photographique, Royal Photographic Society, Bath, Royaume-Uni[5]
- 2018 Ordre du mérite de la république fédérale d'Allemagne[6]

## Source
- Marie-Dominique Lelièvre, « Pool aux œufs d'art », article-portrait paru dans Libération, 13 avril 2006, page 36.